# Saldatrice

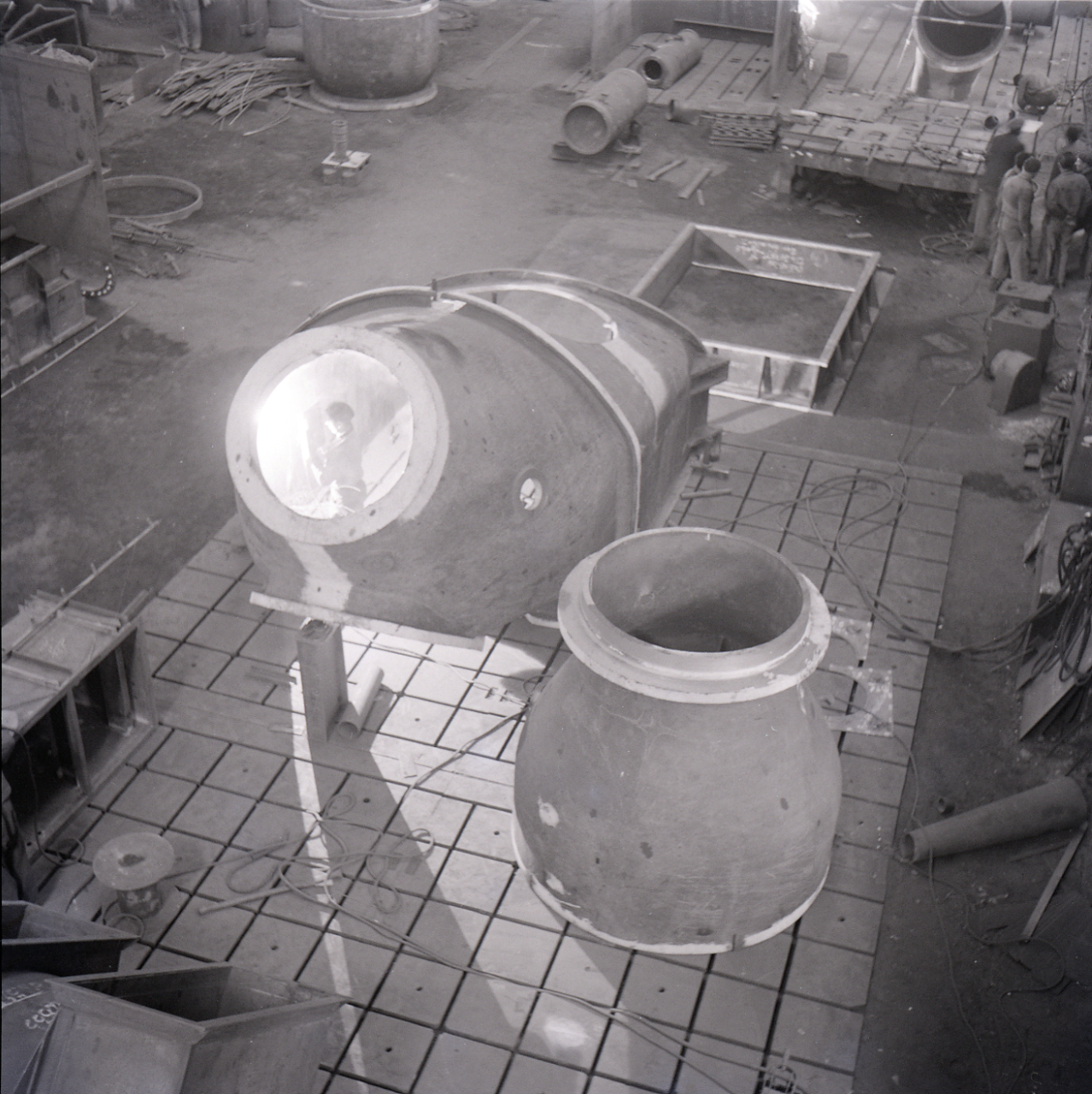
Luce generata da una saldatrice in una fabbrica nel 1958, foto di Paolo Monti

La saldatrice è un equipaggiamento che permette di unire tra di loro materiali uguali o diversi (in genere metalli o leghe, ma anche materie plastiche).
La saldatura può andare dalla più semplice stagnatura (lega di stagno/piombo-da qualche anno  senza piombo, per ragioni ecologiche) fino alle sofisticate saldature TIG (dall'inglese Tungsten Inert Gas, ossia punta di tungsteno con gas inerte che forma un arco elettrico tra i due materiali-o meglio tre, comprendendo la bacchetta di apporto).

## Saldatura a stagno
La saldatrice, o meglio il saldatore a stagno è abbastanza conosciuto nel campo dell'elettronica, dove è usato per effettuare le connessioni tra la scheda (circuito stampato) ed i componenti.
È abbastanza semplice da usare, richiede un minimo di pratica per riscaldare (senza bruciare) i componenti nella giusta maniera, al fine di evitare le cosiddette saldature fredde.

## Brasatura
Un grado sopra si trova la brasatura, che viene effettuata mediante un cannello, in genere a propano ma anche ossiacetilenico, opportunamente regolato per ottenere una fiamma di temperatura non troppo elevata, per evitare di fondere anche i pezzi che si vogliono brasare (in genere con una lega di argento che, a seconda del titolo, fonde a temperature diverse).
È usata dagli idraulici per la brasatura di tubazioni o per la realizzazione di collari, pipe ecc.
La saldatrice, in questo caso, è data dal cannello, dal tubo di raccordo con la bombola e dalla bombola di propano. Se viene usato il sistema ossiacetilenico, le bombole sono due (ossigeno ed acetilene) ed il cannello ha delle regolazioni più sofisticate.

## Saldatura ossiacetilenica
La saldatrice ossiacetilenica, come detto sopra, è composta da un cannello ad ugelli intercambiabili a seconda del lavoro da eseguire e della quantità di calore richiesto dalle dimensioni dei pezzi da saldare, da due tubi che si collegano alle bombole (una di ossigeno ed una di acetilene) attraverso dei regolatori di pressione muniti di due manometri (uno per la pressione della bombola, l'altro per la pressione nei tubi e quindi nel cannello) ed in genere con due valvole di sicurezza per impedire i ritorni di fiamma (cioè per evitare che la combustione dell'acetilene invece di  verificarsi all'uscita dell'ugello, possa propagarsi lungo il tubo e quindi alla bombola, con conseguenze ben immaginabili.
Con la saldatrice ossiacetilenica si uniscono in genere pezzi dello stesso metallo (saldatura autogena) ma, usando opportunamente l'ottone come materiale di apporto, si possono ottenere delle brasature forti anche tra metalli diversi.

## Saldatura ad arco
La saldatrice per eccellenza è la saldatrice elettrica o meglio ad arco elettrico. Non è altro che un corto circuito tra un elettrodo metallico, rivestito di una sostanza che isola l'elettrodo stesso dall'atmosfera, per evitare fenomeni di ossidazione ed i due pezzi metallici da saldare. In genere la corrente è continua, ma esistono anche le saldatrici a corrente alternata, meno efficienti e più difficili da usare. Si possono saldare molti metalli, ma per metalli come l'alluminio ed il magnesio occorrono particolari attrezzature. Da alcuni anni, le saldatrici sono state denominate inverter per identificare un processo di rettifica della corrente alternata mediante circuiti elettronici (agli albori della saldatura ad arco, come è anche chiamata, si usavano dei grossi trasformatori per la saldatura in corrente alternata e dei raddrizzatori a vapore di mercurio o delle dinamo, azionate da motori elettrici o a combustione interna per  produrre corrente continua)

## Saldatura in gas inerte
Una variazione della saldatrice ad elettrodi è la saldatrice MIG (Metal Inert Gas Welding), nella quale gli elettrodi consumabili sono sostituiti da un filo continuo, rivestito o meno da una guaina isolante dall'atmosfera. Il MIG accelera notevolmente i tempi di saldatura, perché non richiede cambi di elettrodo, necessari quando lo stesso si è quasi consumato del tutto. È anche molto facile da usare e la sua curva di apprendimento è molto veloce.

## Saldatura in gas inerte con elettrodo di tungsteno
La saldatrice TIG è una delle più sofisticate ed è basata su di un flusso di gas inerte (in genere argon o miscele di gas a base di argon) tra una punta di tungsteno, che non fonde, se non in misura minima ed i pezzi da saldare tra loro, fondendo insieme, se del caso, il materiale di apporto (per spessori  sottili l'apporto non è necessario). La punta di tungsteno (intercambiabile e reperibile in diverse varietà e diametri, puro o con addizione di torio radioattivo, terre rare ecc.) viene stretta in un collare all'interno di una piccola campana ceramica che mantiene il flusso di gas nella direzione di saldatura. Con il TIG si può praticamente saldare quasi qualsiasi metallo, si possono saldare metalli diversi tra loro e si ottengono delle saldature molto pulite e dall'aspetto gradevole.
Non è una saldatura molto facile da apprendere, anche per le regolazioni che si devono fare alla macchina  e che, per una saldatura universale (ed in particolare per l'alluminio o il magnesio) va impostata su corrente continua, corrente alternata, corrente pulsante, cicli di alternata diversi a seconda del materiale, con corrente ad onda quadra e non sinusoidale, comandi dell'intensità di corrente variabili a mano o a pedale o pre-programmati ecc.). Una saldatriceTIG è una macchina abbastanza complicata e dal costo non proprio abbordabile dagli hobbisti. In compenso è una macchina universale, perché la saldatura TIG, anche se basata su processi totalmente diversi, è molto simile a quella ossiacetilenica ed inoltre le saldatrici TIG sono generalmente predisposte anche per saldare ad arco mediante elettrodi.

## Saldatura a punti
Esistono poi saldatrici a punti (degli esempi si possono vedere nei terminali delle comuni batterie al Nickel-Cadmio), praticamente usate solo nella produzione industriale. Si compongono di due elettrodi, entro i quali si fanno passare i pezzi da saldare e la scarica elettrica che avviene tra i due elettrodi, fonde i due pezzi in un punto.

## Saldatura a plasma
Per ultima esiste la saldatrice a plasma, basata anch'essa su una scarica elettrica  in un gas inerte, ma a temperature elevatissime - diverse  decine di migliaia di gradi. La saldatura è abbastanza facile, ma le temperature esistenti richiedono la massima protezione, con maschere, guanti ed indumenti adeguati. Normalmente la saldatrice al plasma è più usata per il taglio dei metalli di grosso spessore, appunto per la sua precisione e la sua velocità. Può essere abbinata a macchine CRC per tagli di lamiere secondo profili particolari.

## Sistemi di protezione
Ovviamente tutti i metodi di saldatura, durante il loro uso, richiedono adeguati sistemi di protezione degli occhi(occhiali e maschere attiniche che arrestino i raggi ultravioletti e riducano l'abbagliamento), delle mani (guanti di grossa pelle bovina per evitare scottature, guanti ben ricoprenti per il TIG, che emana raggi ultravioletti più di quanto non sembri), del resto del corpo (grembiule di cuoio, stivaletti antinfortunio, giacche e pantaloni di tessuto resistente  e possibilmente ignifugo).